# Bill of Rights (Vereinigte Staaten)

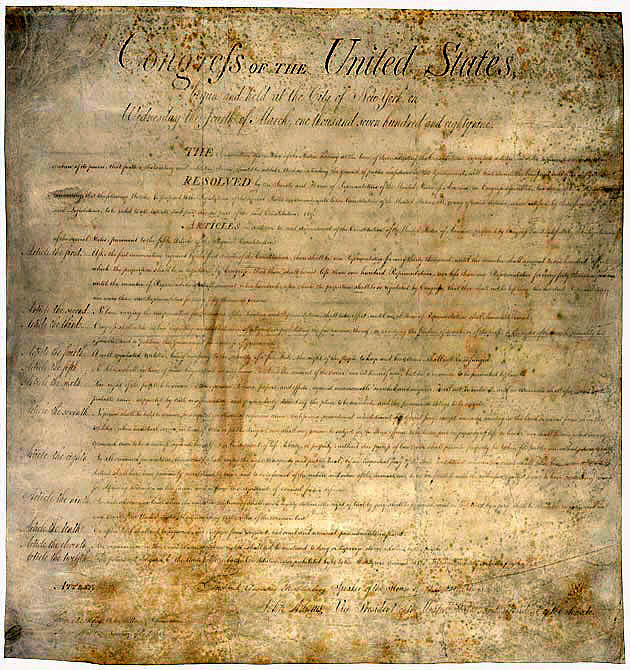
Die Bill of Rights der Vereinigten Staaten

Die Bill of Rights besteht aus den ersten zehn Zusatzartikeln zur Verfassung der Vereinigten Staaten. Diese sichern den Einwohnern im Rahmen einer freien und demokratischen Gesellschaft – auf der Basis von Werten der Aufklärung – bestimmte unveräußerliche Grundrechte zu. Die Bill of Rights wurde vom amerikanischen Kongress am 25. September 1789 beschlossen und von 11 Bundesstaaten ratifiziert. Dieser Vorgang war am 15. Dezember 1791 abgeschlossen.
Die besondere Bedeutung der Bill of Rights ergibt sich aus der Verbindung mit dem Grundsatz der Verfassungsgerichtsbarkeit, das heißt, die Rechte sind von jeder Person vor jedem Gericht des Bundes oder eines Bundesstaates, in letzter Instanz vor dem Obersten Gerichtshof, einklagbar, auch gegenüber dem staatlichen Gesetzgeber, der nicht verfassungskonform gehandelt hat.
Der Begriff Bill bedeutet im angelsächsischen Rechtswesen eigentlich einen im Gesetzgebungsverfahren behandelten Vorschlag. Seit der berühmten englischen Bill of Rights wird auch ein wirksames „Gesetz der Rechte“ so bezeichnet. Das originale Exemplar der Bill of Rights wird im Nationalarchiv der USA ausgestellt.

## Kopien der Bill of Rights
George Washington ließ 14 handgeschriebene Kopien der Bill of Rights anfertigen, eine für den Kongress und eine für jeden der ursprünglichen 13 Gründerstaaten.
- Connecticut[4]
- Delaware[5]
- Georgia[4]
- Maryland[6]
- Massachusetts[4]
- New Hampshire[4]
- New Jersey[7]
- New York[8][9]
- North Carolina[3][10]
- Pennsylvania[4]
- Rhode Island[4]
- South Carolina[4]
- Virginia[11]

Einige Kopien der Bill of Rights, nämlich die für die Staaten Georgia, Maryland, New York und Pennsylvania, waren zeitweise bzw. sind verschollen. Zwei der vier vermissten Ausfertigungen, wahrscheinlich die von Georgia und Maryland, wurden wiedergefunden. Eine befindet sich im Nationalarchiv der Vereinigten Staaten in Washington, D.C., die andere wird in der New York Public Library ausgestellt. Die New Yorker Kopie der Bill of Rights wurde wahrscheinlich bei einem Feuer im Jahr 1911 zerstört, der Verbleib der Ausfertigung für Pennsylvania ist ungewiss, da sie seit dem späten 18. Jahrhundert verschwunden ist.
Die Kopie für North Carolina wurde während des Bürgerkriegs im April 1865 von einem unbekannten Unionssoldaten aus Ohio gestohlen und zum Preis von fünf Dollar weiterverkauft. 2003 wurde das Dokument mithilfe einer verdeckten Ermittlung sichergestellt, bis es 2005 nach 140 Jahren von FBI-Special-Agent Robert King Wittman nach North Carolina zurückgebracht werden konnte.
Aufgrund der mangelhaften Kenntnisse über die Verfassung, die in mehreren Umfragen unter vielen US-Bürgern festgestellt wurde, beschloss man 1989, dass die Bill of Rights auf einer Ausstellung quer durch die Vereinigten Staaten transportiert werden sollte. Da ferner im Jahre 1991 das zweihundertjährige Jubiläum des Gesetzkatalogs gefeiert wurde, stellte die Staatsbibliothek Virginias ihre Ausfertigung der Bill of Rights für diese sogenannte Bill of Rights Tour zur Verfügung.

## Liste der Zusatzartikel der Bill of Rights
| Nr. | Jahr | Zusammenfassung |
| --- | ---- | --- |
| 1.  | 1791 | Verbot einer Staatsreligion; Garantie von Religionsfreiheit, Meinungsfreiheit, Pressefreiheit, Versammlungsfreiheit und Recht auf Petitionen |
| 2.  | 1791 | Recht des Volkes auf den Besitz und das Tragen von Waffen |
| 3.  | 1791 | in Friedenszeiten keine Einquartierung von Soldaten in Privatgebäuden ohne die Zustimmung der Besitzer bzw. in Kriegszeiten nur in Übereinstimmung mit dem Gesetz |
| 4.  | 1791 | Schutz von Person, Wohnung, Papieren und Eigentum vor willkürlicher Durchsuchung, Festnahme und Beschlagnahmung; Vorgaben zur Durchsuchung und Beschlagnahmung sowie Festnahme |
| 5.  | 1791 | in Strafverfahren Anklage durch große Geschworenengerichte mit Ausnahme von Angehörigen der Streitkräfte und Nationalgarde; keine zweifache Anklage oder Bestrafung in Bezug auf dieselbe Straftat; Aussageverweigerungsrecht; kein Entzug von Leben, Freiheit oder Eigentum ohne vorheriges ordentliches Gerichtsverfahren nach Recht und Gesetz; keine Enteignung ohne Kompensation |
| 6.  | 1791 | Recht auf einen zügigen und öffentlichen Prozess vor einem Geschworenengericht in Strafprozessen; Recht auf Informierung über Art und Gründe der Klage; Recht des Angeklagten auf Gegenüberstellung mit belastenden Zeugen; Recht auf Hinzuziehung von Entlastungszeugen; Recht auf einen Anwalt                                                                                      |
| 7.  | 1791 | Recht auf Geschworenengericht in Zivilprozessen; Verbot für Bundesgerichte und Gerichte der US-Bundesstaaten von Geschworenengerichten befundene Sachverhalte zu einem späteren Zeitpunkt nochmals zu prüfen |
| 8.  | 1791 | Verbot überhöhter Kautionen und Geldstrafen sowie grausamer und ungewöhnlicher Strafen |
| 9.  | 1791 | keine Versagung oder Einschränkung von in der Verfassung nicht aufgezählten Rechten des Volkes |
| 10. | 1791 | alle Macht, die per Verfassung nicht der Bundesregierung gegeben bzw. den Bundesstaaten nicht entzogen ist, liegt entweder bei den Bundesstaaten oder beim Volk. |

## Ratifizierung
- New Jersey: 20. November 1789
- Maryland: 19. Dezember 1789
- North Carolina: 22. Dezember 1789
- South Carolina: 19. Januar 1790
- New Hampshire: 25. Januar 1790
- Delaware: 28. Januar 1790
- New York: 27. Februar 1790
- Pennsylvania: 10. März 1790
- Rhode Island: 7. Juni 1790
- Vermont: 3. November 1791
- Virginia: 15. Dezember 1791
- Massachusetts: 2. März 1939
- Georgia: 18. März 1939
- Connecticut: 19. April 1939